# Arturo Sucre
Arturo Sucre Pereira (Aguadulce, 15 de marzo de 1928 - Ciudad de Panamá, 11 de abril de 2007) fue un abogado y político panameño. 
Fungió como miembro de la Junta Provisional de Gobierno tras el golpe de Estado en Panamá de 1968 y fue gerente general de la Lotería Nacional de Beneficencia. Asumió el cargo de Vicepresidente de Panamá entre 1972 y 1975.